# Brigitte Madlener
Brigitte Madlener (...) è una sciatrice alpina austriaca paralimpica che ha rappresentato l'Austria alle Paralimpiadi invernali del 1980 e del 1984, vincendo in totale quattro medaglie d'oro e due d'argento.

## Carriera
A Geilo, in Norvegia, alle Paralimpiadi invernali 1980, ha vinto una medaglia d'oro nello slalom gigante 3B (con un tempo di 2:52.86) e l'argento nello slalom 3B (tempo 1:40.68). Quattro anni più tardi, a Innsbruck in Austria, si è classificata al 1º posto in tre eventi - oro nello slalom gigante W5/7 (con un tempo di tempo 1:38.81), discesa libera LW5/7 (tempo 1:24.92) e supercombinata LW5/7 (in 0:18.65) - al 2° nello slalom LW5/7, con un tempo di 1:36.05.

## Palmarès

### Paralimpiadi
- 6 medaglie:
  - 4 ori (slalom gigante 3B a Geilo 1980[2]; slalom gigante LW5/7, discesa libera categoria LW5/7 e supercombinata LW5/7 a Innsbruck 1984)
  - 2 argenti (slalom 3B a Geilo 1980[3]; slalom categoria LW5/7 a Innsbruck 1984)